# ورشة عمل معلوماتية
ورش عمل، جمع وَرْشة عَمَل، وهي حلقة دراسيّة أو سلسلة من الاجتماعات لمجموعة صغيرة من الناس تؤكد على التفاعل و التعاون ويتحاورون في موضوع ما: علمي أو ثقافي أو إنساني أو اجتماعي أو إداري لبلوغ فكرة أو توصيات أو آليات يمكن تطبيقها حول موضوع النقاش.

## ورشة العمل المعلوماتية
ورشة العمل المعلوماتية، تختلف عن ورشة عمل المهنية، فالثانية هي مشغل يحتوي على مجموعة من الأدوات أو الآلات اللازمة لتصنيع أو صيانة سلع أو منتجات كالحديد أو الأخشاب .. الخ، أما ورشة العمل المعلوماتية، وحسب الإعلامية نورا المطيري، فهي طريقة فكرية ووسيلة تنظيمية و برنامج تدريبي للتواصل التفاعلي بين المتخصصين والمهتمين لتبادل المعرفة و الخبرات وتحقيق أفكار وآراء وآليات جديدة من خلال العصف الذهني و الحوار العلمي، يتولى إدارتها المتخصص الأكثر خبرة وكفاءة في موضوعها فيكون مدربا ومشاركا ومديرا وأمينا لسرها ونتائجها وتوصياتها.[بحاجة لمصدر]

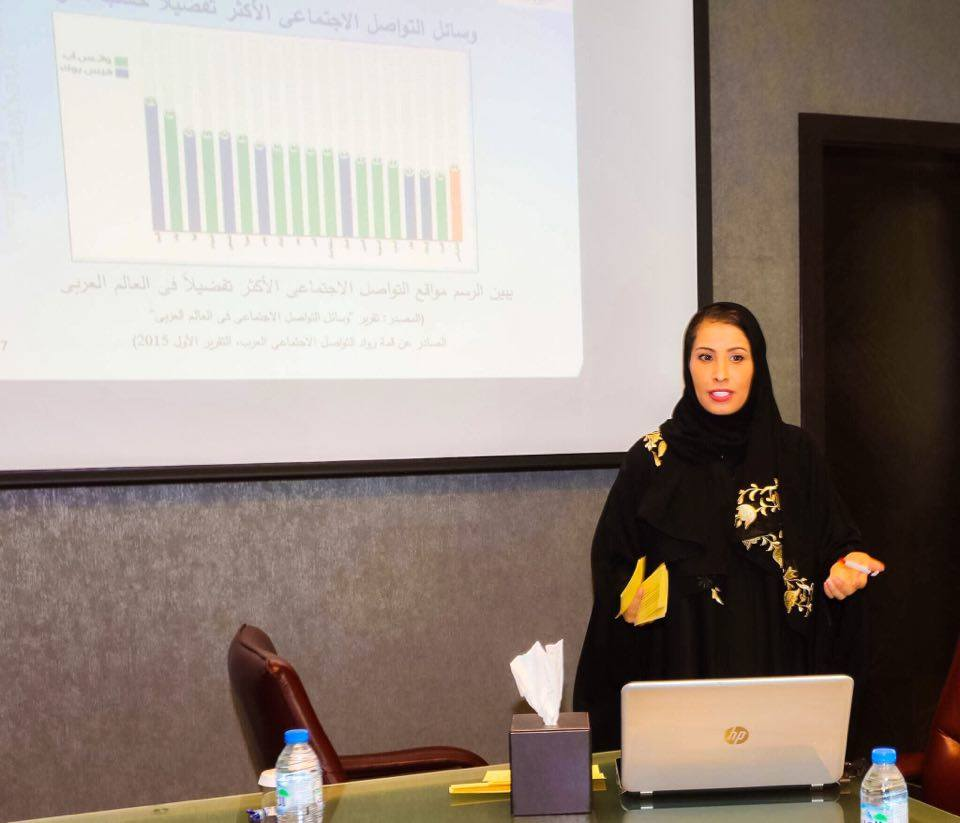
صورة لورشة العمل

## خطوات عقد ورشة العمل المعلوماتية[3]
1. وجود فكرة رئيسيّة: تُبنى ورشة العمل على وجود فكرة رئيسيّة خاصّة بها، والتي تسعى إلى التعريف الجيّد بطبيعتها، ودورها في المجال الذي تعمل فيه.
2. الإعداد الجيّد: من المهم الإعداد لورشة العمل، وتوفير كافّة المعلومات المتعلّقة فيها، والأمور المستهدفة منها، والخطوات الخاصّة في تطبيقها، حتى تسير وفقاً لتسلسل ثابت، وواضح.
3. اختيار الأعضاء: إنّ اختيار الأعضاء من أهمّ الخطوات التي يجب الاهتمام فيها، ويعمل على ذلك المشرف الرئيسيّ، أو الجهة المسؤولة عن تنظيم وإعداد ورشة العمل، ويجب مراعاة أن يمتلك الأعضاء الخبرات، والقدرات المناسبة لطبيعة الورشة، حتى يتمكّنوا من تحقيق التواصل الناجح بينهم، ليضمن ذلك نجاح ورشة العمل.
4. وضع الأهداف: لكلّ ورشة عمل مجموعة من الأهداف، يعمل الأعضاء على تحقيقها، كلُّ عضو حسب دوره، فمثلاً: يوجد المخطط والذي يساهم في رسم خطوات العمل، والمنظم الذي يوزع الأدوار، والموجه والذي يتابع تحقيق كل خطوة.
5. المباشرة في التنفيذ: بعد إتمام جميع الخطوات السابقة، يباشر التنفيذ وفقاً لخطة العمل المُعدّة مسبقاً، ويجب الحرص على التقيد بجميع النقاط الموجودة فيها، وعدم إغفال أي منها، حتى لا تؤثر بشكل سلبي على العمل الذي يتم إنجازه من خلال الورشة.
6. تقييم العمل: متابعة وتقييم العمل بشكل مستمر شيء مهمّ جداً، وعلى المشرف الرئيسي عن الورشة الحرص على تقييم جميع الأعضاء، والنتائج المبدئية، وإبداء الرأي فيها، وأخذ المقترحات في عين الاعتبار، وتخصيص وقت لمناقشتها، من أجل اختيار أفضل الآراء التي تُساهم في نجاح ورشة العمل، والوصول إلى النتائج المطلوبة بكفاءة.